# Juan Gutiérrez de Gualda
Juan Gutiérrez de Gualda (siglo XVI) fue un sacerdote y matemático español, conocido por ser el autor de un libro popular sobre aritmética.

## Vida y obra
De su vida no se sabe nada, salvo que fue cura de Villarejo de Fuentes, en la provincia de Cuenca. Gutiérrez es conocido por su libro de aritmética que tuvo mucho éxito en su época: Arte breve y muy provechoso de cuenta castellana y arismética (Toledo, 1539). El libro fue reeditado no menos de nueve veces entre 1539 y 1569, dos en Castilla y siete en Zaragoza —ahí en sólo 14 años. La cantidad de reimpresiones da a entender que la publicación de aritméticas mercantiles era un fértil terreno para la formación no universitaria de la incipiente burguesía en España.
El Arte breve consiste en una breve aritmética para comerciantes, muy básica, que solo contiene cuarenta páginas y prácticamente solo explica las cuatro reglas (suma, resta, multiplicación y división) y poco más. El libro es un ejemplo de la transición de los números romanos a los arábigos, porque resuelve los problemas con los arábigos (quenta arismetica), pero da su expresión en romanos (quenta castellana). Su éxito se debió en gran parte a que Juan de Yciar lo incluyó como anexo de su libro de caligrafía de 1564.